# ئی‌آی‌سی‌ای‌آر

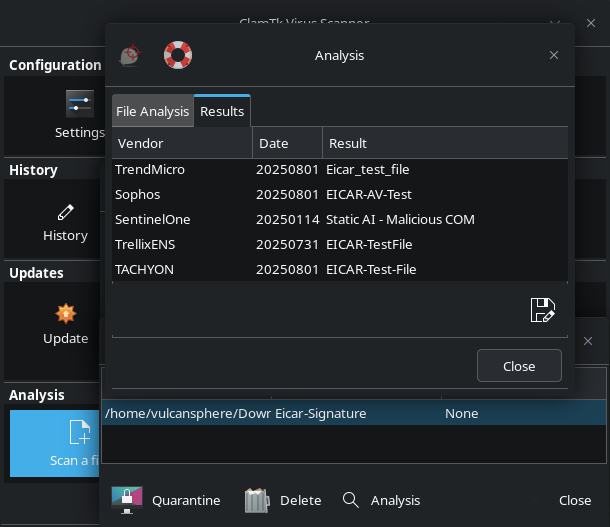
ئی‌آی‌سی‌ای‌آر

ئی‌آی‌سی‌ای‌آر (EICAR) مخفف «موسسه اروپایی تحقیقات ضدویروس برای رایانه» (به انگلیسی: European Institute for Computer Antivirus Research) یک مؤسسه غیرانتفاعی برای تحقیقات در زمینه ضدویروس‌ها و بهبود در توسعه نرم‌افزارهای ضدویروس است. این مؤسسه در سال ۱۹۹۱ تأسیس شد و در حال حاضر دفتر آن در آلمان است. اخیراً این مؤسسه تحقیقات خود را در زمینه نرم‌افزارهای مخرب بغیر از ویروس‌های رایانه‌ای افزایش داده و کار خود را بر روی موضوعات امنیت اطلاعات مانند امنیت محتوا، امنیت شبکه‌های بی سیم و آر اف آی دی معطوف کرده‌است.

## فایل آزمایش
ئی‌آی‌سی‌ای‌آر این فایل را برای آزمایش واکنش نرم‌افزارهای ضدویروس در برابر ویروس‌ها ارائه کرده‌است. هدف از ارائه فایل آزمایش این است که افراد، شرکت‌ها و برنامه‌نویسان نرم‌افزارهای ضدویروس بتوانند نرم‌افزارهای ضدویروس خود را بدون دچار شدن به یک ویروس واقعی و عوارض ناشی از آن بسنجند. یک ویروس اسکنر کارآمد هنگام مواجه شدن با این فایل دقیقاً همانگونه که در برابر یک کد مخرب رفتار می‌کند از خود واکنش نشان می‌دهد. با استفاده از این فایل می‌توان روش‌های مختلفی را برای آزمایش یک ضدویروس بکار برد به عنوان مثال با استفاده از یک برنامه فشرده ساز آن‌را فشرده کرد که در این شرایط، ضدویروس باید توانایی شناسایی آن را به عنوان یک ویروس داشته باشد. این فایل به صورت یک فایل متنی است و حجم آن در حدود ۶۸ بایت می‌باشد و برای اینکه قابلیت اجرا شدن در ویندوز را داشته باشد باید به یک فایل COM تبدیل شود. کدهای درون این فایل به صورت زیر می‌باشد:
```
X5O!P%@AP[4\PZX54(P^)7CC)7}$EICAR-STANDARD-ANTIVIRUS-TEST-FILE!$H+H*
```